# Sergio Omar Almirón
Sergio Omar Almirón (18 d'agost de 1958) és un exfutbolista argentí. Va formar part de l'equip argentí a la Copa del Món de 1986.